# 89e méridien ouest
En géographie, le 89e méridien ouest est le méridien joignant les points de la surface de la Terre dont la longitude est égale à 89° ouest.

## Géographie

### Dimensions
Comme tous les autres méridiens, la longueur du 89e méridien correspond à une demi-circonférence terrestre, soit 20 003,932 km. Au niveau de l'équateur, il est distant du méridien de Greenwich de 9 907 km,.
Avec le 91e méridien est, il forme un grand cercle passant par les pôles géographiques terrestres.

### Régions traversées
En commençant par le pôle Nord et descendant vers le sud au pôle Sud, Le 89e méridien ouest passe par:
| Coordonnées          | Pays, territoire ou mer | Notes |
| -------------------- | ----------------------- | --- |
| 90° 00′ N, 89° 00′ O | Océan Arctique          | |
| 82° 00′ N, 89° 00′ O | Canada                  | Nunavut — Île Ellesmere |
| 80° 48′ N, 89° 00′ O | Détroit de Nansen       | |
| 80° 11′ N, 89° 00′ O | Canada                  | Nunavut — Île Axel Heiberg |
| 78° 10′ N, 89° 00′ O | Baie Norwegian          | |
| 76° 56′ N, 89° 00′ O | Canada                  | Nunavut — Île Ellesmere |
| 76° 24′ N, 89° 00′ O | Détroit de Jones        | |
| 75° 28′ N, 89° 00′ O | Canada                  | Nunavut — Île Devon |
| 74° 47′ N, 89° 00′ O | Détroit de Lancaster    | |
| 73° 50′ N, 89° 00′ O | Crique du Prince Regent | |
| 73° 16′ N, 89° 00′ O | Canada                  | Nunavut — Île de Baffin |
| 70° 40′ N, 89° 00′ O | Golfe de Boothia        | |
| 69° 16′ N, 89° 00′ O | Canada                  | Nunavut — continent |
| 64° 00′ N, 89° 00′ O | Baie de Hudson          | |
| 56° 51′ N, 89° 00′ O | Canada                  | Manitoba — sur environ 1 km Ontario — à partir de 56° 50′ N, 89° 00′ O |
| 48° 30′ N, 89° 00′ O | Lac Supérieur           | |
| 48° 00′ N, 89° 00′ O | États-Unis              | Michigan — Isle Royale |
| 47° 51′ N, 89° 00′ O | Lac Supérieur           | |
| 46° 59′ N, 89° 00′ O | États-Unis              | Michigan Wisconsin — à partir de 46° 06′ N, 89° 00′ O Illinois — à partir de 42° 30′ N, 89° 00′ O Kentucky — à partir de 37° 13′ N, 89° 00′ O Tennessee — à partir de 36° 30′ N, 89° 00′ O Mississippi — à partir de 35° 00′ N, 89° 00′ O |
| 30° 23′ N, 89° 00′ O | Golfe du Mexique        | Passe par Îles Chandeleur, Louisiane, États-Unis (à 29° 36′ N, 89° 00′ O) |
| 29° 11′ N, 89° 00′ O | États-Unis              | Louisiane — Delta du Mississippi |
| 29° 10′ N, 89° 00′ O | Golfe du Mexique        | |
| 21° 22′ N, 89° 00′ O | Mexique                 | Yucatán Quintana Roo — à partir de 35° 00′ N, 89° 00′ O |
| 17° 59′ N, 89° 00′ O | Belize                  | |
| 15° 54′ N, 89° 00′ O | Guatemala               | |
| 15° 07′ N, 89° 00′ O | Honduras                | |
| 14° 15′ N, 89° 00′ O | Salvador                | |
| 13° 20′ N, 89° 00′ O | Océan Pacifique         | Passe juste à l'est de Île San Cristóbal, Îles Galápagos, Équateur (à 0° 43′ S, 89° 14′ O) |
| 60° 00′ S, 89° 00′ O | Océan Austral           | |
| 72° 36′ S, 89° 00′ O | Antarctique             | Liste des territoires revendiqués par le Chili (Province de l'Antarctique chilien) |